# Operacja Cezary
Operacja „Cezary” – gra operacyjna przeprowadzona przez funkcjonariuszy Ministerstwa Bezpieczeństwa Publicznego PRL, zakończona w 1952 roku rozbiciem resztek antykomunistycznego podziemia, kompromitacją wywiadów amerykańskiego (CIA) i brytyjskiego (SIS) oraz aferą Bergu pogrążającą polską emigrację w chaosie i rozbiciu.

## Zakres i przebieg
Inspiratorem operacji „Cezary” był funkcjonariusz aparatu bezpieczeństwa Henryk Wendrowski. To on wymyślił utworzenie przez MBP fikcyjnej struktury WiN tak zwaną „V Komendą” lub „V Zarząd”, który w okresie 1948-1952 objął kontrolą operacyjną struktury WiN na terytorium Polski. W wyniku zastosowanej mistyfikacji funkcję dowódcy przejął niejaki Kos. Pod tym pseudonimem oprócz Wendrowskiego ukrywali się jeszcze dwaj funkcjonariusze: Franciszek Abraszewski i Leon Łapiński. Operację początkowo nadzorował Jan Tataj, a później Józef Czaplicki i Leon Andrzejewski. O przebiegu operacji informowano wiceministra Konrada Świetlika, a także prezydenta Bolesława Bieruta.
Głównym celem gry operacyjnej była dezinformacja wywiadów zachodnich CIA i SIS, które liczyły, że WiN, oprócz prowadzenia wywiadu, posłuży w przypadku wybuchu wojny do sabotażu i dywersji. W trakcie gry od wiosny 1948 do grudnia 1952 przejęto między innymi 17 przesłanych z Zachodu radiostacji, ponad milion dolarów i kilkaset kilogramów złota. Przejmowano przerzucanych z Zachodu drogą lotniczą, lądową i morską agentów, wysyłając w zamian emisariuszy z fałszywymi meldunkami i ludzi na przeszkolenie dywersyjne i wywiadowcze. Utrzymywano z CIA i SIS łączność radiową. CIA przesłało V Komendzie „Plan Wulkan”, to jest plan zniszczenia węzłów komunikacyjnych i głównych fabryk w Polsce po 1945 przez WiN na wypadek wybuchu III wojny światowej, oraz „Plan X”, to jest wytyczne do działania dla podziemia na okres bezpośrednio przedwojenny i na czas wojny. Wielu informacji dostarczyły MBP także delegatury zagraniczne WiN-u. Rezultatem prowokacji było przeprowadzenie procesów karnych w stosunku do domniemanych członków WiN-u i przerzuconych z Zachodu agentów, w wyniku których obok kilkudziesięciu zasądzonych kar więzienia zapadło także 15 wyroków śmierci, z czego 6 wykonano. Stracono między innymi Stefana Skrzyszowskiego i Dionizego Sosnowskiego, którzy po przejściu kursu radiotelegraficzno-dywersyjnego zostali zrzuceni w listopadzie 1952 na spadochronach do Polski, gdzie złożyli sprawozdanie ze szkolenia. Miesiąc później obu aresztowano. Aby operacja nie wymknęła się spod kontroli (w końcowym okresie uczestniczyło już w niej około 100 funkcjonariuszy, z których każdy miał agentów. Ci-informatorów, oni-rodziny), gdyż były już w nią zaangażowane masy ludzi, planowano jej zakończenie. MBP przerwało na polecenie Moskwy grę w grudniu 1952, publikując w prasie tak zwane „Oświadczenia Kosa i Wiktora” – rzekomych przywódców organizacji, którzy mieli w ten sposób się ujawnić. Jednocześnie podano, że ujawniający się przywódcy przekazali aparatowi bezpieczeństwa będące w ich posiadaniu dolary i obszerne archiwum Zrzeszenia Wolność i Niezawisłość.

## Konsekwencje
Likwidacja WiN-u spowodowała „aferę Bergu” – ujawnienie faktu współpracy emigracyjnych stronnictw skupionych w Radzie Politycznej z CIA w prowadzeniu wywiadu i dywersji w Polsce, za co otrzymywały pieniądze na działalność – spowodowało rozłam na emigracji i potępienie tej działalności między innymi przez emigracyjnego prezydenta Augusta Zaleskiego oraz wielu byłych oficerów Armii Krajowej i Narodowej Organizacji Wojskowej. Emigracyjny premier Stanisław Mackiewicz napisał w tej sprawie artykuł „O handel śmiercią”, w którym zarzucił emigracyjnym współpracownikom CIA kupczenie losem rodaków w kraju dla osiągnięcia osobistych materialnych korzyści.
W wyniku operacji „Cezary” uzyskano też łupy materialne:
- 1 146 880 dolarów,
- 17 kompletów aparatury nadawczo-odbiorczej,
- aparat służący do nawiązania łączności radiowej z ziemi z samolotem zrzutowym, tzw. „Beacon”,
- fotoaparaturę, zegarki, lekarstwa oraz różnorodny sprzęt i materiały chemiczne do tajnopisów[10].

Operacja zakończyła się kompromitacją wywiadów amerykańskiej Centralnej Agencji Wywiadowczej (CIA) i brytyjskiej Secret Intelligence Service (SIS), rozbiciem resztek antykomunistycznego podziemia oraz aferą Bergu oznaczającą pogrążenie polskiej emigracji w chaosie i rozbiciu.
Operacja „Cezary” przez lata uznawana była za modelową akcję pod fałszywą flagą, na której przyszli agenci uczyli się szpiegowskiego fachu. Informacje dotyczące operacji przestały być tajemnicą dopiero po powstaniu Instytutu Pamięci Narodowej.